# 沈寂
沈寂（1924年9月—2016年5月16日），著名海派作家、电影人、出版家。原名汪崇刚，曾用名汪波，沈寂为其笔名，人称“老上海故事大王”、“老上海电影活字典”。

## 生平
1924年9月生于上海，祖籍浙江奉化县。早年在复旦大学西洋文学系学习。后任《光化日报》记者。与董鼎山、沈毓刚、钟子芒同任《辛报》的编辑。继陈蝶衣任《春秋》、《西点》主编。在上海创办人间书屋出版社。创办《报告》周刊，聘请徐中玉、姚雪垠为主编。
1949年受李祖永邀请，举家赴香港，出任香港永华影业公司电影编剧，自此步入香港电影界。先后为香港永华影业、长城电影公司、凤凰电影公司、五十年代影业等公司编写剧本十余部。
1953年回上海，任上海文史馆研究员、上海电影制片厂编剧等职。2016年5月16日在上海逝世，享年92岁。

## 代表著作
沈寂是位多产作家，著有：
- 小说集《捞金印》、《两代图》、《盐场》、《红森林》等。
- 短篇小说《盗马贼》、《大草泽的犷悍》、《被玩弄者的报复》等。
- 传记记录老上海著名影星《一代影星阮玲玉》、《一代歌星周璇》、《昨夜星辰》，其中《一代影星阮玲玉》堪称阮玲玉标准传记，引起很大轰动[4]。
- 剧本《狂风之夜》、《神·鬼·人》、《白日梦》、《中秋月》、《蜜月》、《一年之计》、《水红菱》等。
- 编著老上海文化系列《老上海奇闻》、《老上海南京路》、《老上海电影明星》等。
- 历史类专著《上海·1911攻打制造局》、《上海电影》、《话说电影》等。